# Michiel de Swaen

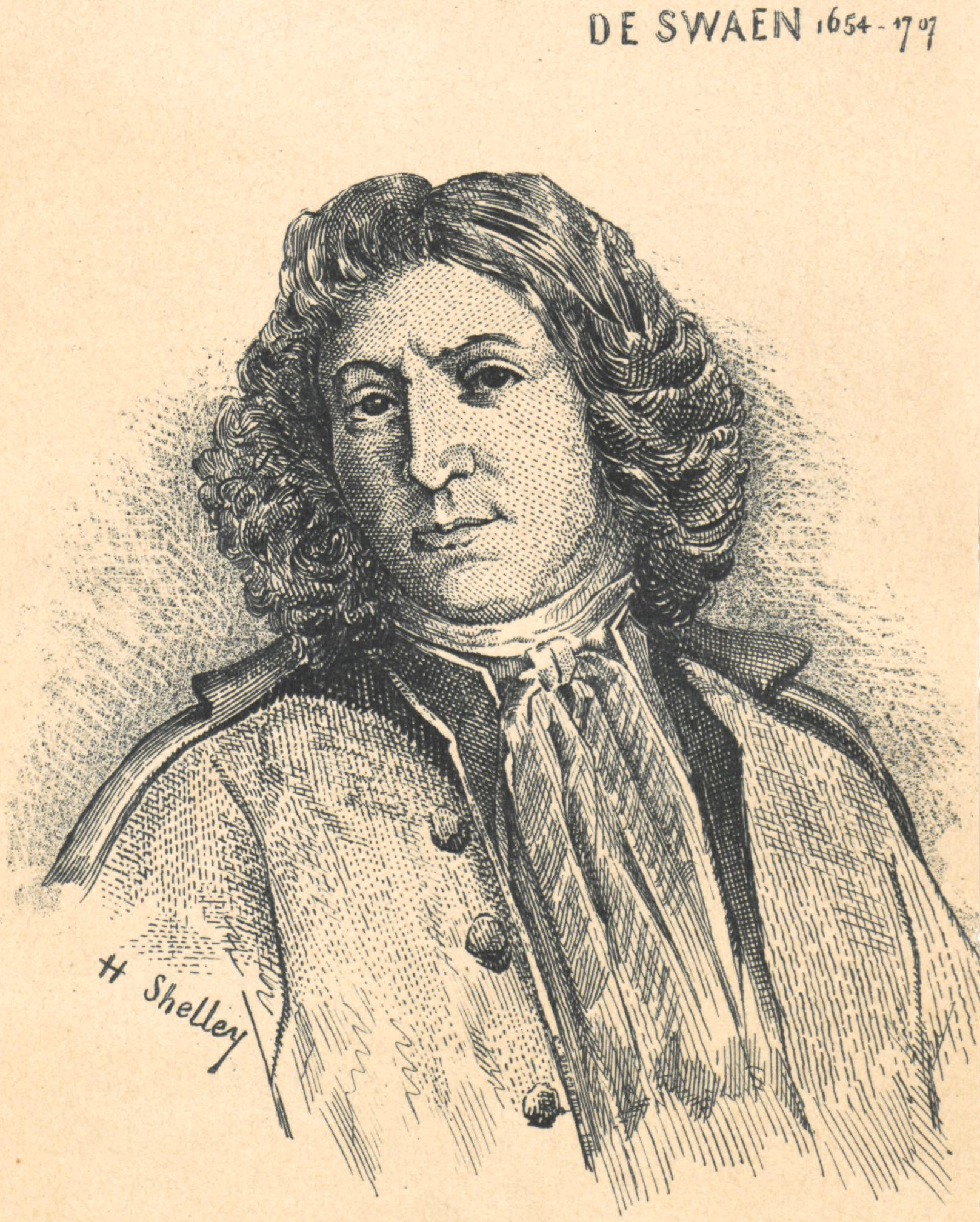
Michiel de Swaen

 Michiel de Swaen (ur. 20 stycznia 1654 w Dunkierce, zm. 3 maja 1707 tamże) – holenderski pisarz żyjący na przełomie XVII i XVIII wieku. 
Twórczość de Swaena obejmowała komedie, poezje na tematy biblijne i moralitety.

## Dzieła
- 1688: De gecroonde leerse
- 1688: De Menschwording
- 1694: Le Cid, nawiązanie do dzieła Pierre Corneille'a.
- 1694: Het leven en de dood van Jesus Christus
- 1700: Andronicus, oparte na dziele, które stworzył Jean Galbert de Campistron.
- 1702: Catharina
- 1702: Mauritius

## Literatura
- M. Sabbe, Het leven en de werken van Michel de Swaen (1904)
- De Swaen in de Digitale Bibliotheek voor de Nederlandse Letteren
- W.J.C. Buitendijk, Het calvinisme in de spiegel van de Zuidnederlandse literatuur der contrareformatie (1942)
- A. Dacier et P. Corneille, Een bronnenonderzoek, in Versl. en Meded. Kon. Vl. Acad. (1954)
- C. Huysmans, Het geheim van een mysteriespel, in Versl. en Meded. Kon. Vl. Acad. (1926)
- G. Landry et Georges de Verrewaere, Histoire secrète de la Flandre et de l'Artois (1982)
- Robert Noote, La vie et l'œuvre de Michel de Swaen (1994)
- E. Rombauts, in Geschiedenis van de letterk. der Nederlanden, dl. v (1952)
- R. Seys, Michiel de Swaen. Gelijk de zonnebloem, Uitgeverij Heideland, Hasselt (1964)
- R. Seys, in Twintig eeuwen Vlaanderen, 13 (1976)
- J. Vanderheyden, Michel de Swaens Digtkonde